# Dyofrondicularia
Dyofrondicularia es un género de foraminífero bentónico de la subfamilia Plectofrondiculariinae, de la familia Plectofrondiculariidae, de la superfamilia Nodosarioidea, del suborden Lagenina y del orden Lagenida. Su especie-tipo es Dyofrondicularia nipponica. Su rango cronoestratigráfico abarca el Plioceno.

## Discusión
Clasificaciones previas incluían Dyofrondicularia en la familia Nodosariidae.

## Clasificación
Dyofrondicularia incluye a las siguientes especies:
- Dyofrondicularia nipponica